# Ilustrowany Kuryer Codzienny

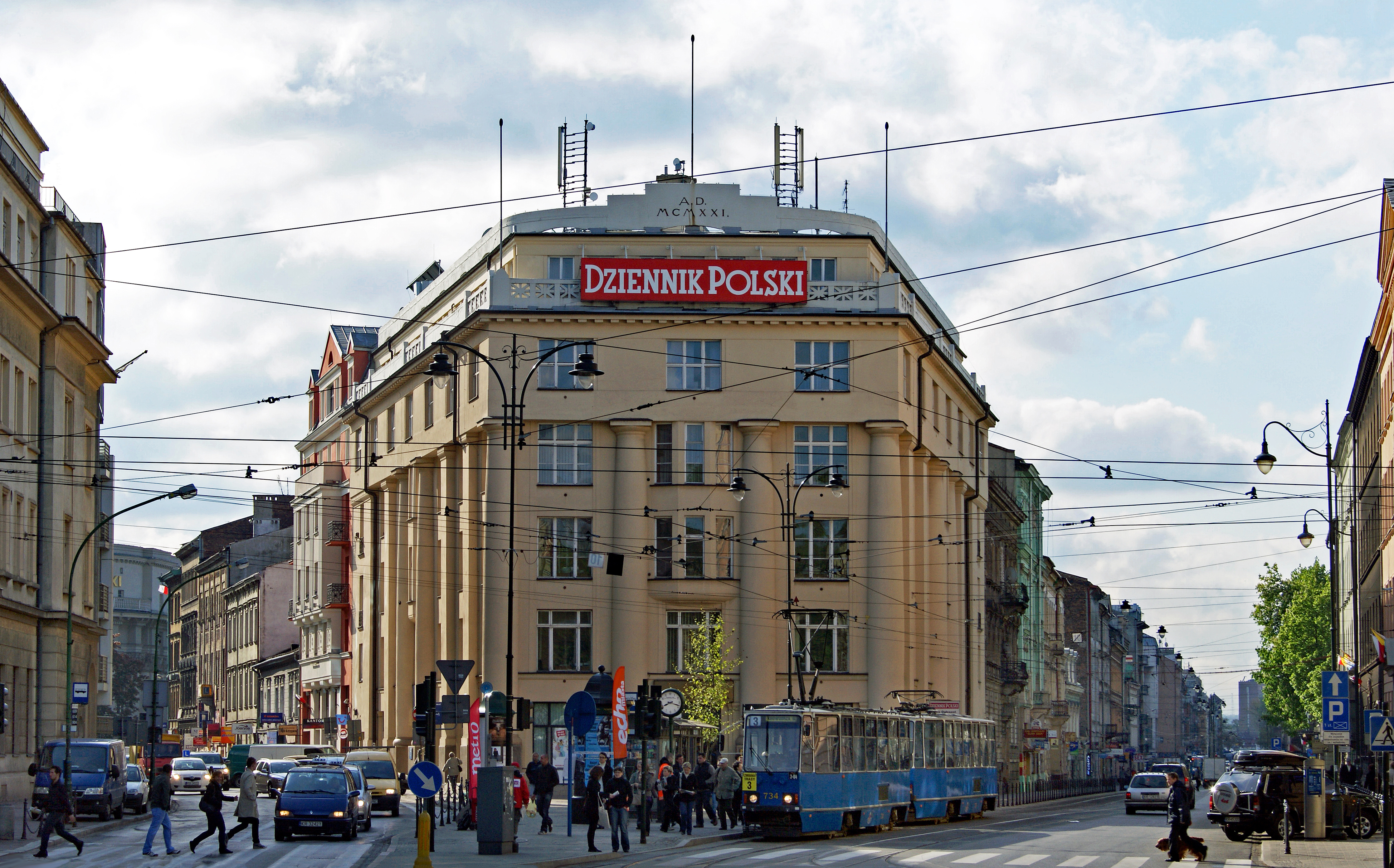
Дворец Печати в Кракове, где в 1910—1939 гг. находилась редакция газеты «Ilustrowany Kuryer Codzienny»

Ilustrowany Kuryer Codzienny, I.K.C. (рус. Ежедневный иллюстрированный курьер) — популярная общественно-политическая и информационно-рекламная газета Польши. Первый общепольский печатный орган.
Выходила в Кракове в 1910—1939 годах. Редакция находилась по ул. Велёполе, 1 (ныне здесь Дворец Печати).
Выход газеты способствовал созданию одноименного издательского концерна.
Одновременно с газетой печатался ряд приложений, в частности, «Kuryer Literacko-Naukowy» (Литературно-научный курьер) (1924—1939) и «Kuryer Kobiecy» (Женский курьер) (1927—1939).
Прекратила публикации в связи с немецкой оккупацией Польши в октябре 1939 года.